# Aziliz Divoux
Aziliz Divoux, née le 3 janvier 1995 à Uccle en Belgique, est une ancienne joueuse belge de volley-ball du poste de passeuse.

## Biographie
Elle naît à Uccle en Belgique, d’une mère belge et d’un père breton. Elle grandit à Affligem.

### Carrière
Sa carrière démarre lors de l'exercice 2012-2013 avec le VDK Gent. En trois saisons avec le club flamand, elle remporte le Championnat de Belgique 2012-2013 et est finaliste de la Coupe nationale. 
En 2015, elle rejoint le club de Ligue A du Stade français Paris Saint-Cloud où elle évolue durant deux saisons.
Elle dispute la saison 2017-2018 sous les couleurs de l'ASPTT Mulhouse. Venue compenser le départ d’Athiná Papafotíou, elle remporte dès son arrivée la Supercoupe de France face au Pays d'Aix Venelles. 
De 2018 à 2020, elle joue pour la formation allemande d'Aix-la-Chapelle, évoluant en 1.Bundesliga. Elle quitte le club après une dernière saison marquée par la pandémie de Covid-19, occasionnant l'arrêt des compétitions sur le plan national. 
A l'intersaison 2020, elle revient dans le championnat français, en s'engageant avec le club de Marcq-en-Barœul,,.
En 2022, elle effectue son retour au VDK Gent. Lors de la saison 2022-2023, elle remporte la Supercoupe de Belgique puis termine finaliste du championnat et de la coupe nationale.

### Équipe nationale belge
Avec l'équipe de Belgique des moins de 18 ans, elle participe au Championnat d'Europe 2011 où la sélection termine à la 10e place. Un an plus tard, elle fait partie de l'équipe des moins de 20 ans terminant à la 8e place du Championnat d'Europe 2012.
Lors de la campagne internationale 2016, elle dispute le Grand Prix mondial avec l'équipe de Belgique.

## Clubs
- VDK Gent (2012–2015)
- SF Paris St-Cloud (2015–2017)
- ASPTT Mulhouse (2017–2018)
- LB Aix-la-Chapelle (2018–2020)
- VC Marcq-en-Barœul (2020–2022)
- VDK Gent (2022–2024)

## Palmarès
- Championnat de Belgique (1) :
  - Vainqueur : 2013.
  - Dauphin : 2023.

- Coupe de Belgique :
  - Finaliste : 2015, 2023.

- Supercoupe de Belgique (3) :
  - Vainqueur : 2013, 2022, 2023.

- Supercoupe de France (1) :
  - Vainqueur : 2017.

## Distinctions individuelles
- 2014-2015 : Coupe de Belgique — Meilleure passeuse.